# Aire d'attraction de Saint-Julien-du-Sault
L'aire d'attraction de Saint-Julien-du-Sault est un zonage d'étude défini par l'Insee pour caractériser l’influence de la commune de Saint-Julien-du-Sault sur les communes environnantes. Publiée en octobre 2020, elle se substitue à l'aire urbaine de Saint-Julien-du-Sault, qui comportait 2 communes dans le zonage de 2010.

### Carte

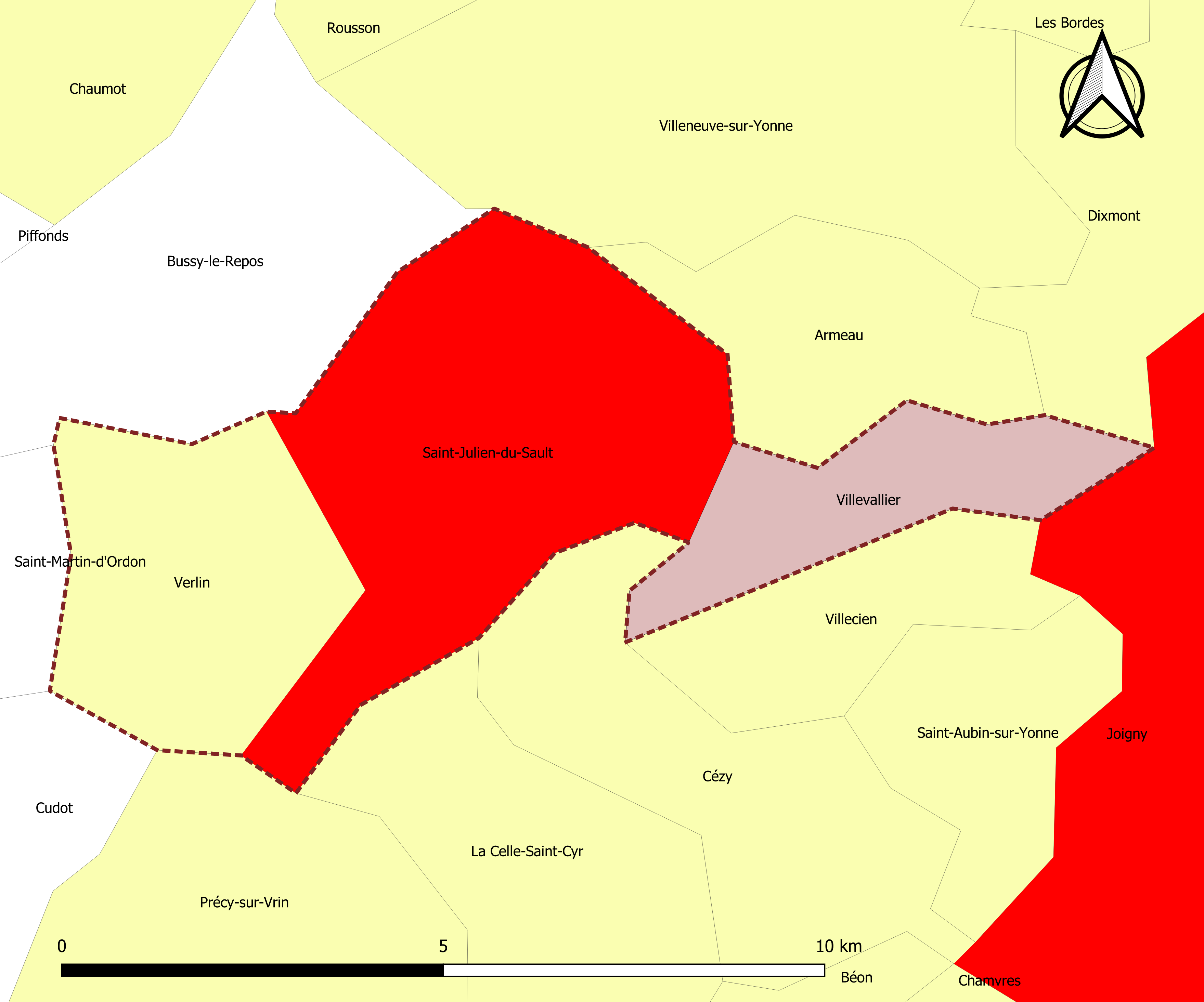
Carte de l'aire d'attraction de Saint-Julien-du-Sault.
Commune-centre
Commune du pôle principal
Commune de la couronne

## Définition
L'aire d'attraction d'une ville est composée d’un pôle, défini à partir de critères de population et d’emploi ainsi que d’une couronne constituée des communes dont au moins 15 % des actifs travaillent dans le pôle. Le pôle d’attraction constitue ainsi un point de convergence des déplacements domicile-travail,.

## Géographie
L’aire d'attraction de Saint-Julien-du-Sault est une aire intra-départementale qui comporte 3 communes dans l'Yonne. 

### Composition communale
| Nom                                    | Code Insee | Département | Statut                    | Superficie (km2) | Population (dernière pop. légale) | Densité (hab./km2) | Modifier                                    |
| -------------------------------------- | ---------- | ----------- | ------------------------- | ---------------- | --------------------------------- | ------------------ | ------------------------------------------- |
| Saint-Julien-du-Sault (commune-centre) | 89348      | Yonne       | commune-centre            | 23,81            | 2 202 (2022)                      | 92                 | modifier les données · modifier les données |
| Villevallier                           | 89468      | Yonne       | commune du pôle principal | 8,37             | 417 (2022)                        | 50                 | modifier les données · modifier les données |
| Verlin                                 | 89440      | Yonne       | commune de la couronne    | 14,10            | 407 (2022)                        | 29                 | modifier les données · modifier les données |

## Démographie
Cette aire est catégorisée dans les aires de moins de 50 000 habitants, une catégorie qui regroupe 12,2 % de la population au niveau national.